# Nerodia clarkii
A Nerodia clarkii, comumente conhecida como cobra-das-salinas, é uma espécie de serpente colubrídea semiaquática [en], não venenosa, encontrada no sudeste dos Estados Unidos. Sua área de distribuição se estende ao longo dos sapais do Golfo do México e da Costa Atlântica, do Texas à Flórida, com uma população adicional no norte de Cuba. As diferentes subespécies dessa serpente são identificadas principalmente por meio de padrões de cores na barriga de cada serpente.

## Etimologia

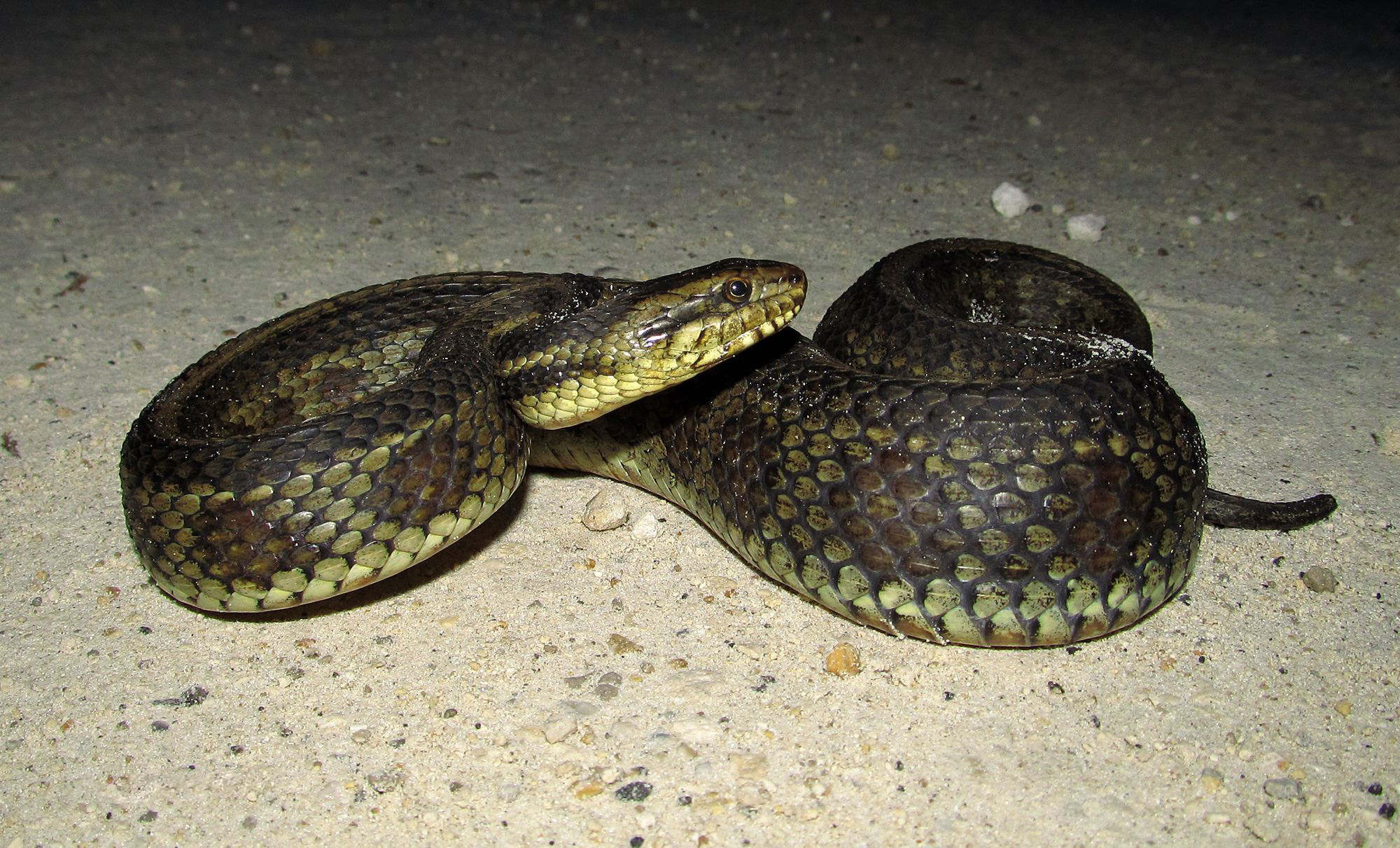
N. clarkii clarkii na Flórida

O nome específico, clarkii, é uma homenagem ao pesquisador e naturalista americano John Henry Clark (1830-1885).

## Descrição e subespécies

### Descrição geral
As cobras Nerodia clarkii atingem um comprimento total (incluindo a cauda) de 38 a 76 cm. Elas também são muito variáveis em termos de padrão e coloração. Encontrada mais comumente em sapais, essa serpente vive em habitats de água salobra e salgada; também é encontrada escondida em tocas de caranguejo. Embora sejam comuns em todo o território que habitam, elas tendem a ser cautelosas e reservadas, por isso raramente são vistas. Todos os membros dessa espécie se reproduzem de forma vivípara e todos são semiaquáticos. Além disso, todas as formas dessa espécie podem ser distinguidas por terem 21 ou 23 fileiras de escamas.
A água do mar em que habitam exerce uma atração contínua sobre o equilíbrio eletrolítico de seus tecidos, devido à osmose. Sua pele escamosa de réptil atua como uma barreira contra a desidratação externa, mas, se ingerida, a água do mar atrai o fluido menos salgado do sangue e dos tecidos para o estômago. A N. clarkii é a única espécie a se estabelecer nesse nicho salino, bebendo apenas água da chuva quando ela está disponível e, em outras ocasiões, engolindo apenas presas com os mesmos fluidos corporais diluídos que os seus. Todas as espécies de serpentes aquáticas (incluindo a N. clarkii) são normalmente consideradas não venenosas, embora utilizem uma série complexa de enzimas em sua saliva, resultando em alguma inflamação e edema para aqueles que foram mordidos.

### Subespécies
A Nerodia clarkii tem três subespécies distintas, todas descobertas e classificadas pela primeira vez em meados e no final do século XIX. Elas são as seguintes:

#### Nerodia clarkii clarkii
Essa talvez seja a mais proeminente das três raças de N. clarkii e, certamente, a de maior alcance. As populações dessa serpente variam nativamente desde as proximidades de Corpus Christi, Texas, até a região de Gulf Hammock, na Flórida. Elas são caracterizados por suas listras proeminentes; os membros dessa raça podem ser cinzas, castanhos ou amarelos, mas todos exibem quatro listras longitudinais marrons a pretas que vão da parte de trás do pescoço até a cauda. A barriga tem a cor invertida em relação ao dorso e é avermelhada com uma linha central clara de manchas ovais de cor creme, muitas vezes ladeada por uma fileira de manchas claras. As escamas têm 21 ou 23 fileiras, e a placa anal é dividida. Há pouca diferença ontogenética entre as serpentes juvenis e as totalmente adultas. Os indivíduos se alimentam principalmente de peixes, especialmente de espécies que vivem em áreas rasas, além de lagostins e camarões. Os membros dessa raça são principalmente noturnos durante as noites quentes de verão, mas podem ser encontrados se aquecendo e procurando alimentos durante o dia em climas frios. A maturidade sexual é atingida aos três anos.

#### Nerodia clarkii compressicauda
A área de ocorrência nativa da Nerodia clarkii compressicauda está na Flórida, da Baía de Tampa ao sul de Miami e ao norte, ao longo da costa do Atlântico, até as proximidades do Cabo Canaveral. Dentro dessa área de distribuição, a N. c. compressicauda habita principalmente florestas de estuário inundadas de mangue-vermelho, de modo a minimizar a competição com os numerosos membros da subfamília Natricinae [en], que são cobras de água doce da Flórida. Um estudo constatou que os peixes  Cyprinodon variegatus são os mais comuns entre os pequenos peixes estuarinos predados por essa subespécie; também descreveu essa subespécie como um predador muito sedentário que permanecia imóvel até que as ondulações na água próximas ao seu corpo desencadeassem um comportamento predatório. O estudo também constatou uma tendência de forrageamento mínimo. Essa subespécie exibe muitas cores e padrões e pode ser cinza, verde ou castanho com faixas mais escuras ou pode até ser laranja-avermelhado sólido ou amarelo-palha. Sabe-se também que ela apresenta intergradação com todos os outros tipos de serpentes Nerodia clarkii, o que complica o processo de identificação. Há duas formas primárias: uma variante cinza-esverdeada e outra laranja. A variante cinza-esverdeada tem um dorso cinza-oliva com faixas cruzadas escuras (alguns indivíduos que exibem esse esquema de cores têm listras laterais parciais no corpo anterior) com um ventre turvo cinza-esverdeado. Os adultos da fase laranja, por outro lado, têm dorso e laterais alaranjados sem marcas; os filhotes dessa fase são alaranjados com faixas transversais dorsais escuras. Todas as serpentes laranja dessa subespécie exibem um ventre amarelo pálido, independentemente da idade. Essa raça é noturna.

#### Nerodia clarkii taeniata
Uma terceira subespécie, a Nerodia clarkii taeniata, em sua forma pura, está restrita a um pequeno trecho da costa nos condados de Volusia e Indian River, na Flórida. No entanto, as intergradações entre ela e a Nerodia clarkii compressicauda se estendem por um ou dois condados ao sul do condado de Volusia. Grande parte de seu habitat foi perdida devido ao desenvolvimento comercial do litoral oceânico da área, como o enchimento excessivo e o desenvolvimento em pântanos salgados. De fato, a perda de habitat é tão grave para essa subespécie que ela foi listada como uma espécie ameaçada pelo Serviço de Pesca e Vida Selvagem dos EUA, tendo recebido essa designação em 1977. Os membros dessa raça tendem a ser menores do que os das outras duas raças, com um tamanho recorde de apenas 61 cm. Elas têm um padrão de cores de quatro listras escuras no pescoço, que são substituídas por uma série de manchas ou faixas escuras na parte posterior do corpo da cobra. Elas são listradas na parte anterior e com faixas ou manchas na parte posterior. A cor do solo dorsal dessa espécie é cinza a oliva, e as listras anteriores podem ser mais escuras do que a cor do solo. Apresenta escudos avermelhados no ventre, cada um com uma mancha mediana ventral amarelada. A dieta dessa espécie é a mesma da Nerodia clarkii clarkii, composta por peixes e crustáceos. Assim como a Nerodia clarkii clarkii, essa subespécie é diurna durante o clima frio e noturna durante as noites quentes de verão.

## Taxonomia
Algumas fontes consideram as três raças de N. clarkii como subespécies da cobra-d'água listrada, Nerodia fasciata. Outras consideram não apenas as três raças de N. clarkii, mas também a própria espécie N. fasciata, todas como subespécies de N. sipedon.

### Subespécies
As três subespécies de N. clarkii a seguir são reconhecidas como válidas, incluindo a subespécie nominal:
- Nerodia clarkii clarkii (Baird & Girard, 1853)

- Nerodia clarkii compressicauda (Kennicott [en], 1860)

- Nerodia clarkii taeniata (Cope, 1895)